# Марра
Марра — згаслий вулкан на плато Дарфур на заході Судану, найвища гора країни.
Він розташований у федеральних штатах Північний Дарфур та Західний Дарфур між містом Ель-Фашер і кордоном з Чадом.
Плато Марра охоплює площу 1500 км² і має висоту від 1500 до 3088 м над рівнем моря.